# Parafia św. Jacka w Wierzbicy Górnej
Parafia św. Jacka – rzymskokatolicka parafia w Wierzbicy Górnej (gmina Wołczyn), należąca do dekanatu Namysłów wschód w archidiecezji wrocławskiej.

## Historia parafii
Parafia została wydzielona z terytorium parafii Wniebowzięcia NMP we Włochach 25 czerwca 2007 roku. Pierwszym proboszczem został ks. Stanisław Hlibowski, który dwa lata później, po ciężkiej chorobie, zmarł. Kolejnym proboszczem został dotychczasowy wikariusz w Bierutowie ks. Mariusz Kopras. W 2014 proboszczem został mianowany ks. Piotr Semeniuk. Od roku 2017 funkcję proboszcza pełni ks. Maciej Grochota. 
Parafia prowadzi księgi metrykalne od 2007 roku.

## Liczebność i zasięg parafii
Źródło: 
Parafię zamieszkuje 1469 mieszkańców, swym zasięgiem duszpasterskim obejmuje miejscowości:
- Wierzbica Górna,
- Wierzbica Dolna,
- Duczów Wielki.

## Inne kościoły i kaplice
- drewniany kościół filialny Podwyższenia Krzyża Świętego w Wierzbicy Dolnej.
- kaplica cmentarna w Wierzbicy Górnej.

## Grupy parafialne
Źródło: 
- Żywy Różaniec,
- Rada Parafialna,
- Schola,
- Eucharystyczny Ruch Młodych,
- Lektorzy,
- Ministranci.